# گابریل بیتمن
گابریل مایکل بیتمن (انگلیسی: Gabriel Bateman؛ زادهٔ ۱۰ سپتامبر ۲۰۰۴) هنرپیشه اهل ایالات متحده آمریکا است. وی از سال ۲۰۱۲ میلادی تاکنون مشغول فعالیت بوده‌است.
از فیلم‌ها یا برنامه‌های تلویزیونی که وی در آن نقش داشته‌است می‌توان به آناتومی گری، در تاریکی، بازی بچگانه، دسته سارقان  اشاره کرد.